# ديتر ماير
ديتر ماير هو مغني وفنان وموسيقي ورائد أعمال وممثل سويسري، ولد في 4 مارس 1945 بزيورخ في سويسرا.

## وصلات خارجية
- ديتر ماير على موقع IMDb (الإنجليزية)
- ديتر ماير على موقع ميوزك برينز (الإنجليزية)
- ديتر ماير على موقع أول موفي (الإنجليزية)
- ديتر ماير على موقع قاعدة بيانات الأفلام السويدية (السويدية)
- ديتر ماير على موقع أول ميوزيك (الإنجليزية)
- ديتر ماير على موقع ديسكوغز (الإنجليزية)
- ديتر ماير على موقع قاعدة بيانات الفيلم (الإنجليزية)
- ديتر ماير على موقع كينوبويسك (الروسية)